# Intimisme (peinture)
L'intimisme désigne un courant pictural européen de la Belle Époque, baptisé ainsi par Camille Mauclair. 

## Caractéristiques
Ses genres de prédilection sont le portrait et le paysage, se caractérisant par des atmosphères calmes, silencieuses, recueillies, souvent vespérales : moment de lecture ou de rêverie, pause durant une promenade. Héritier de la peinture de genre d'un Johannes Vermeer ou Pieter de Hooch, il s'est particulièrement développé en Hollande (George Hendrik Breitner), Flandre (Henri de Braekeleer) ou encore Danemark (Vilhelm Hammershøi). Sa volonté de capturer un instant fugace le rapproche de l'impressionnisme, dont il ne prétend cependant pas à l'audace formelle. Son intérêt pour le monde intérieur le rapproche du symbolisme, dont il n'atteint cependant pas le fantastique. 
L'un des peintres intimistes les plus représentatifs est Henri Le Sidaner, connu pour ses jardins nocturnes, ses vues de Bruges ou Venise. Plusieurs peintres réalistes, impressionnistes, symbolistes et nabis ont connu une phase intimiste, tels Henri Fantin-Latour, Darío de Regoyos, Fernand Khnopff ou encore Édouard Vuillard, qui expose en 1905 à la Première exposition d'Ensemble d'Intimistes.

## Galerie

Quelques œuvres intimistes
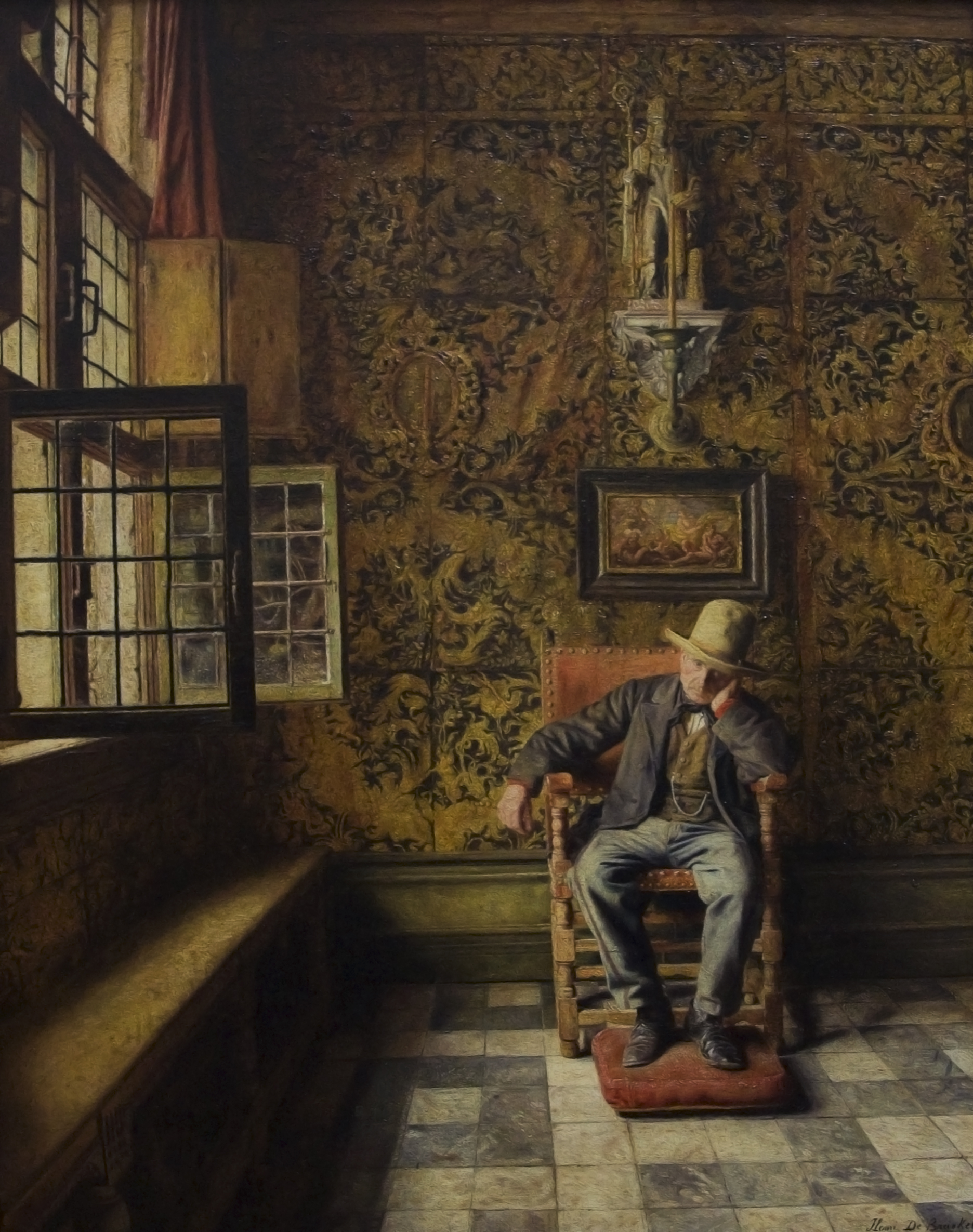
Henri de Braekeleer 1876, L'Homme à la chaise (Musée royal des Beaux-Arts d'Anvers).
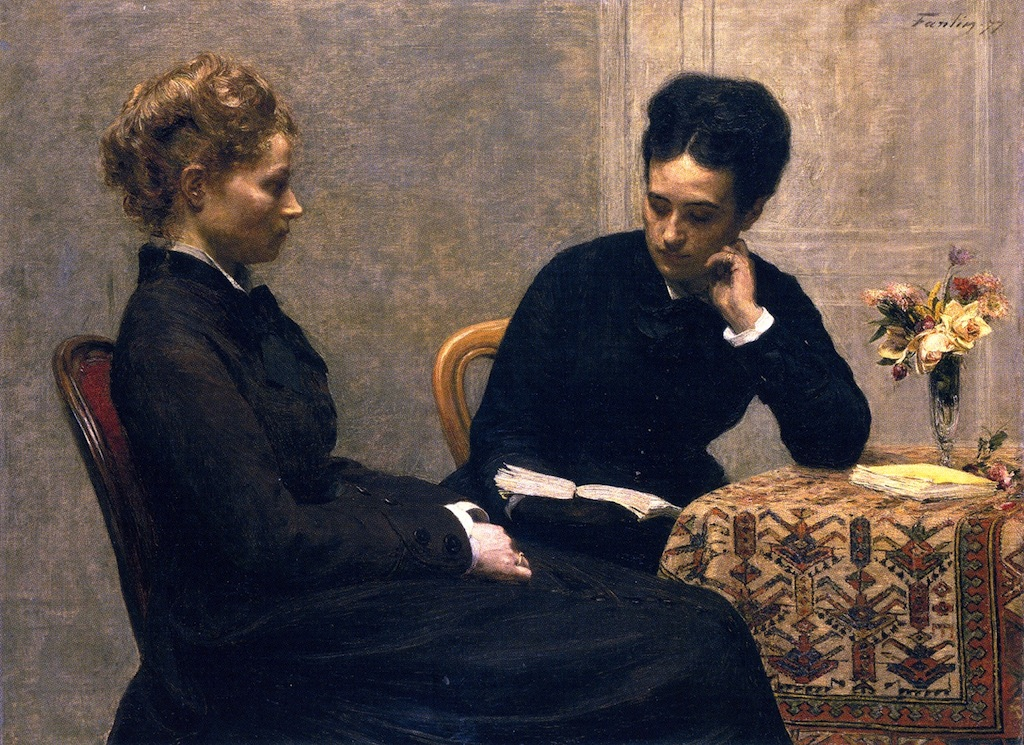
Henri Fantin-Latour 1877, La Lecture (Musée des Beaux-Arts de Lyon).
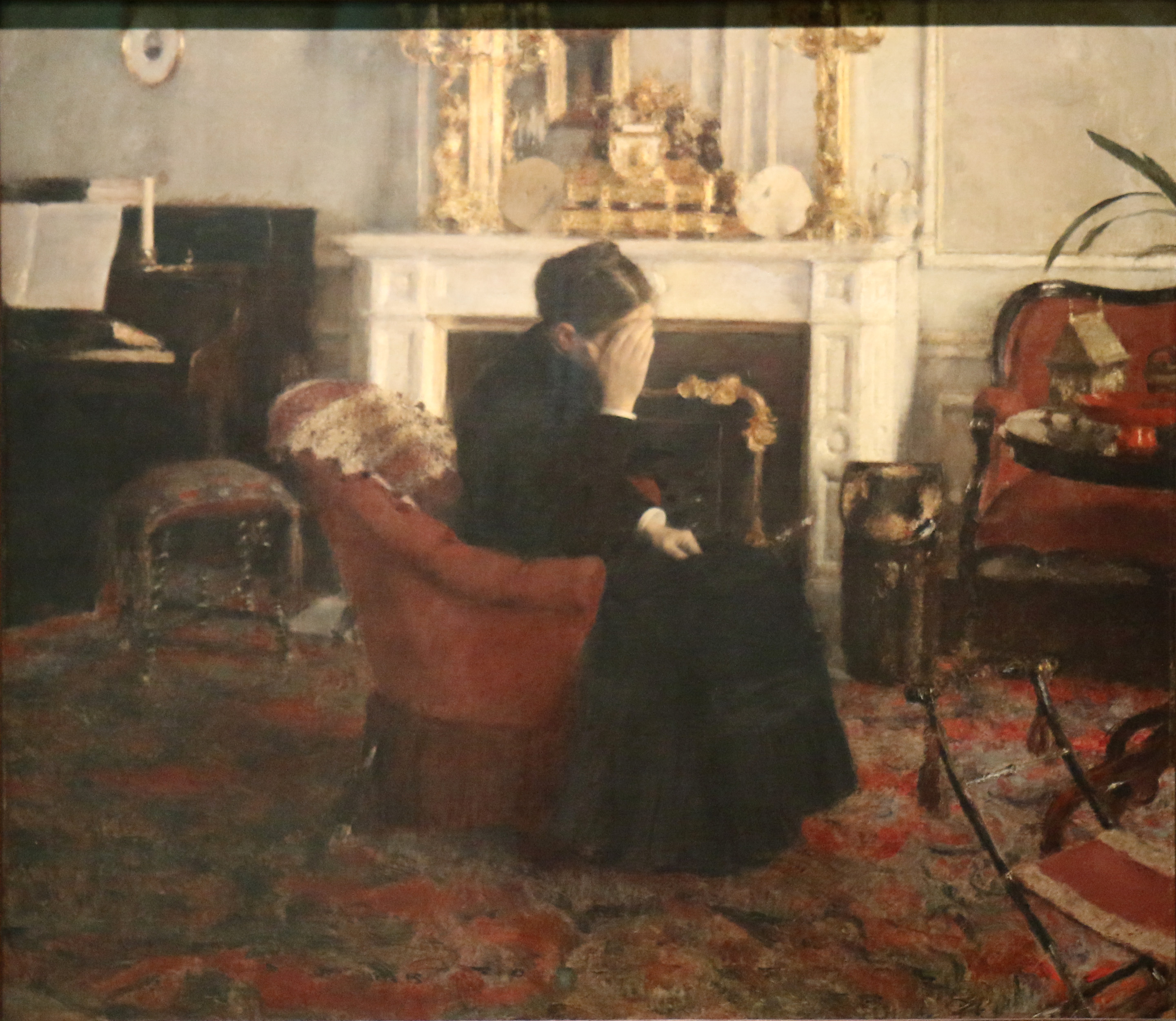
Fernand Khnopff 1883, En écoutant du Schumann (Musée royal des Beaux-Arts de Bruxelles).
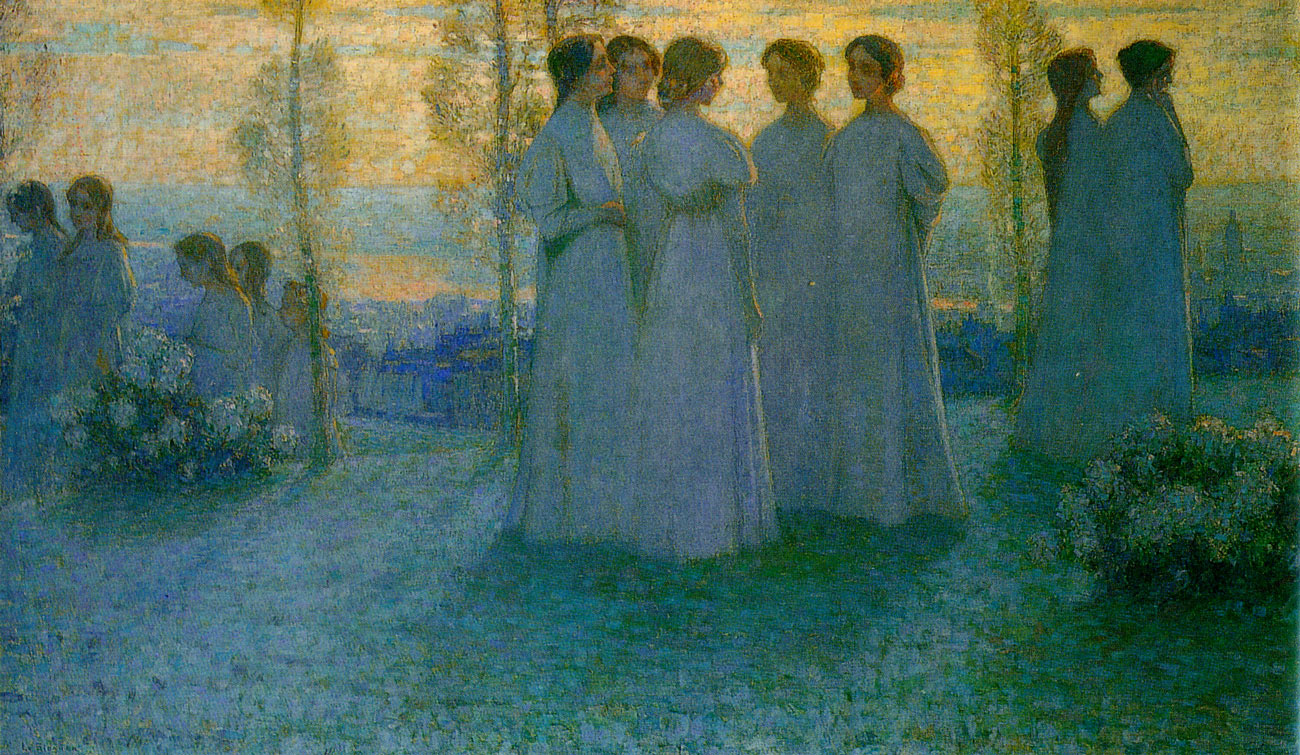
Henri Le Sidaner 1898, Le Dimanche (Musée de la Chartreuse).
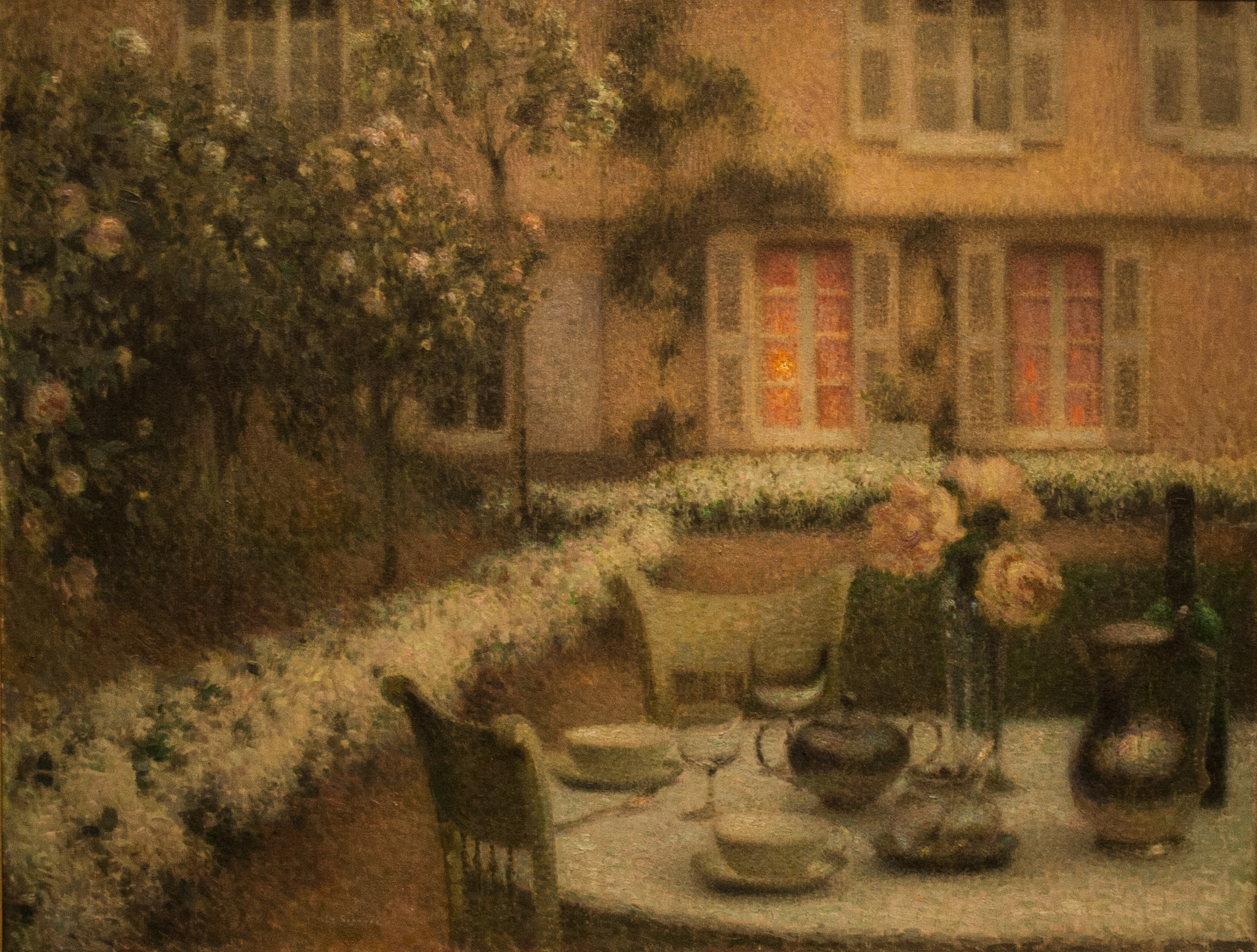
Henri Le Sidaner 1900, La Table dans le jardin blanc à Gerberoy (musée des Beaux-Arts de Gand).
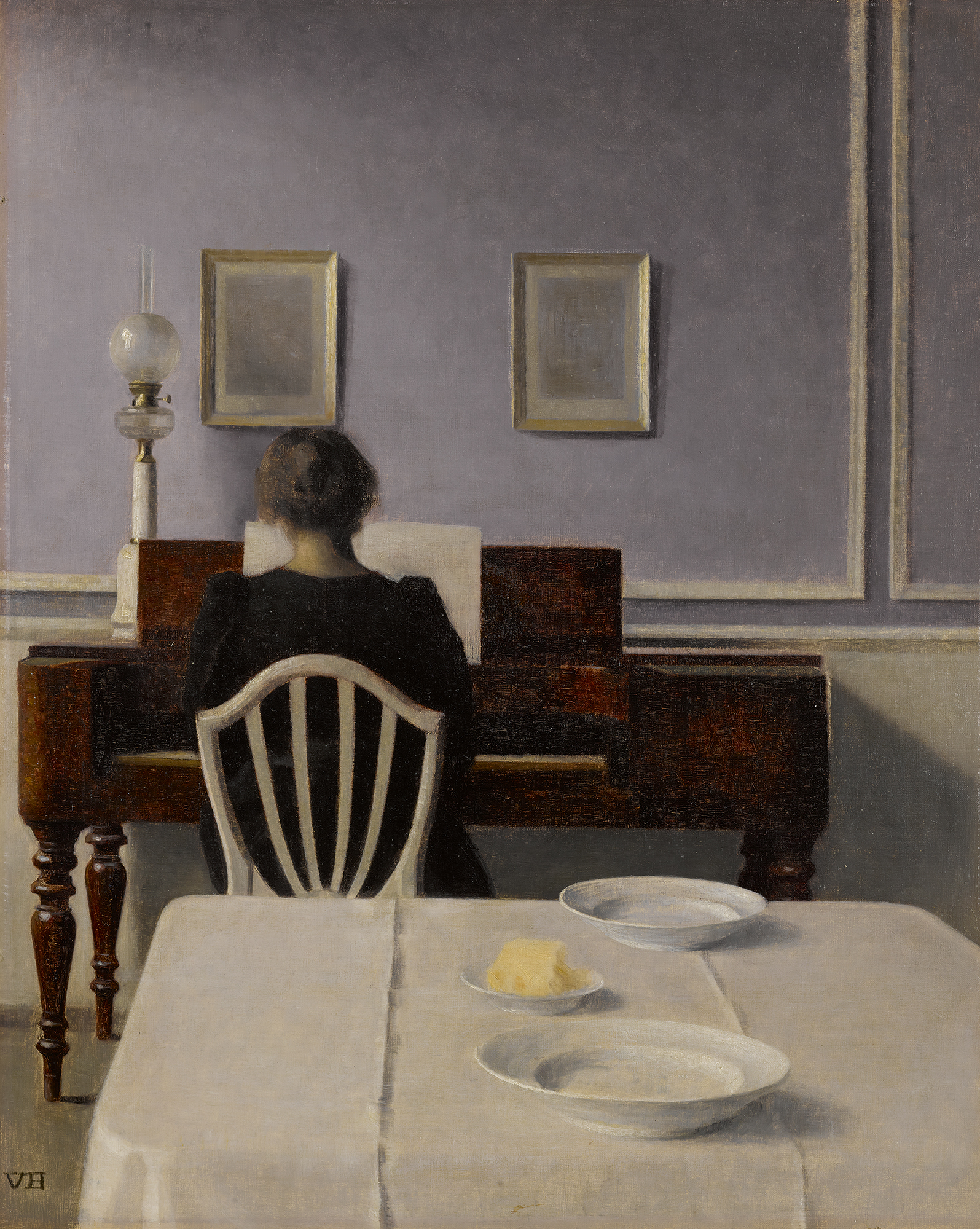
Vilhelm Hammershøi 1901, Intérieur avec piano et femme vêtue de noir (Ordrupgaard).
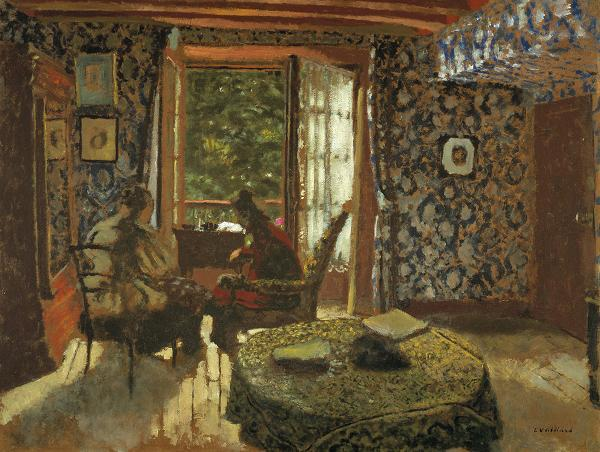
Édouard Vuillard 1902, Intérieur (Musée d'Art de Dallas).
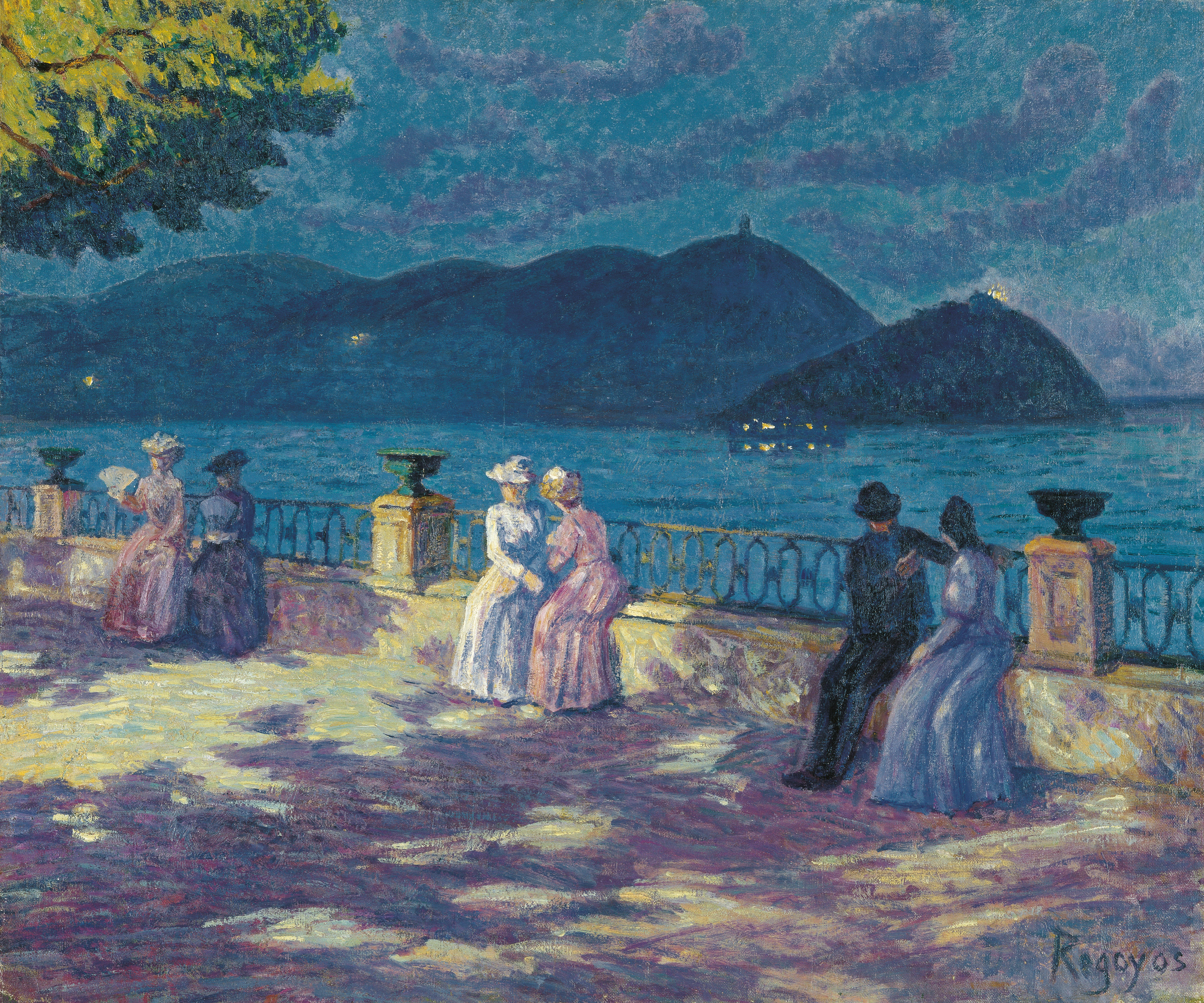
Darío de Regoyos 1906, La Concha, nocturne (Musée Carmen-Thyssen de Málaga).
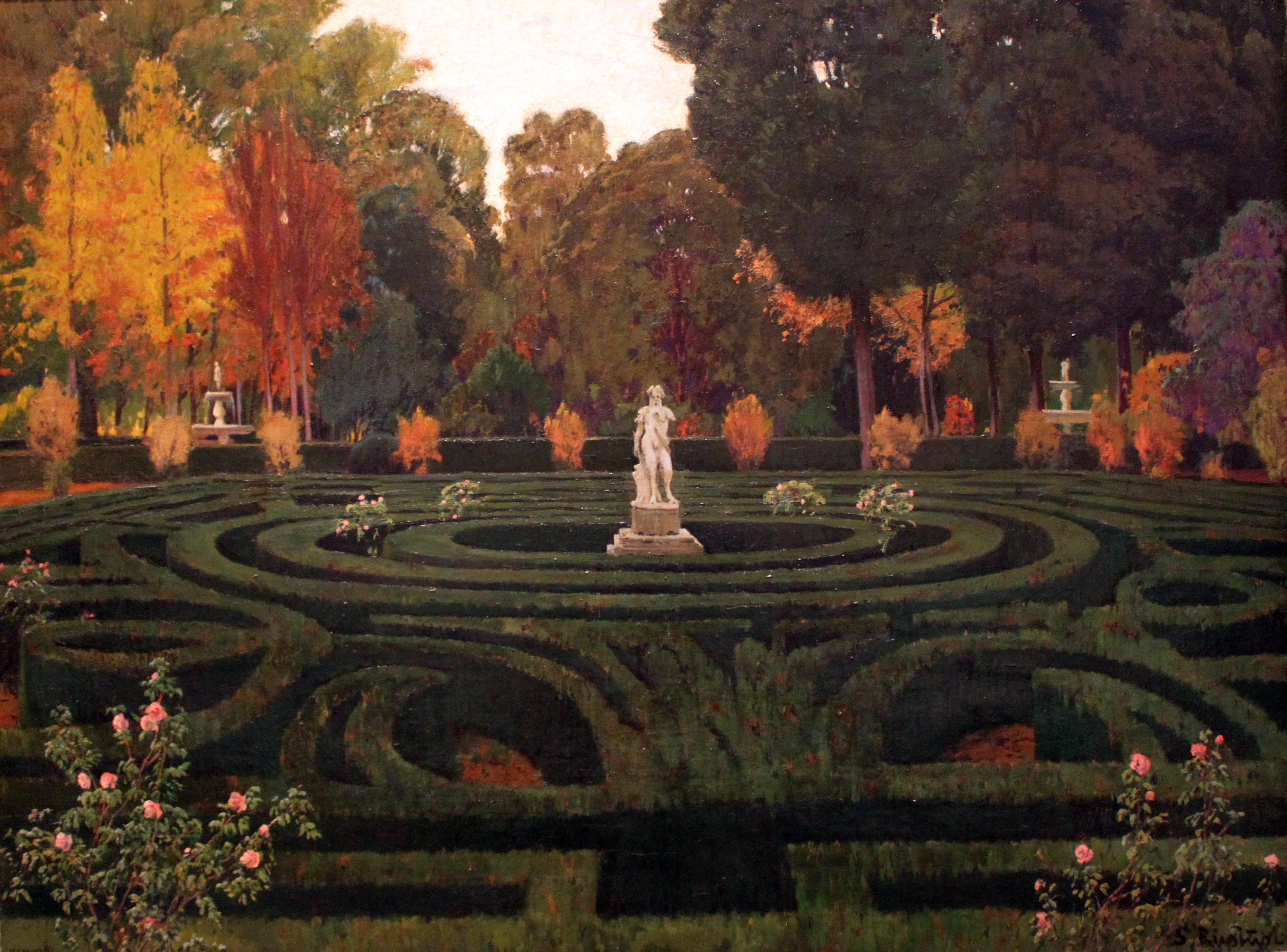
Santiago Rusiñol 1911, Faune vell (Musée Reina Sofía de Madrid).
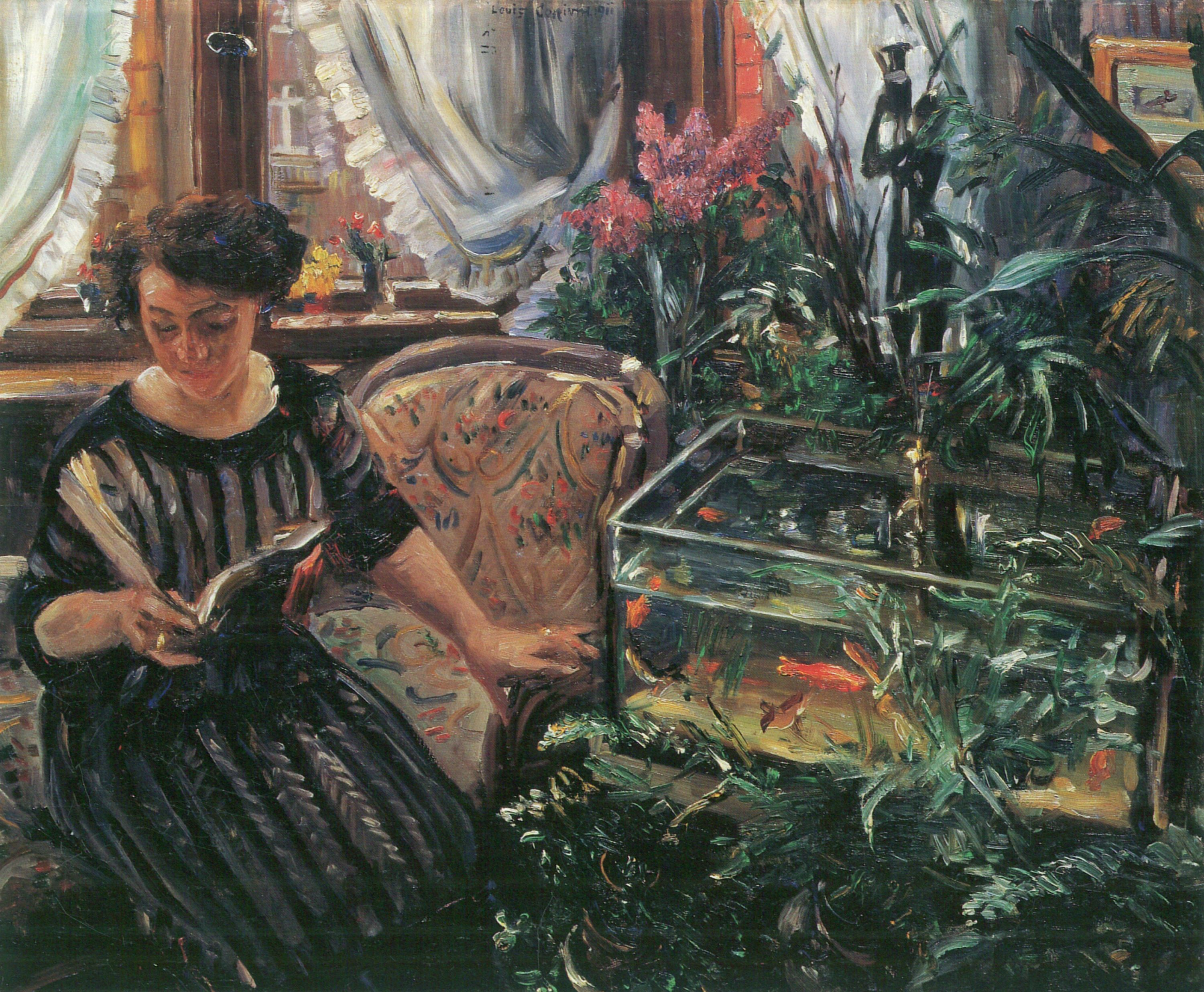
Lovis Corinth 1911, Femme à l'aquarium (Palais du Belvédère de Vienne).